# Người Gallia

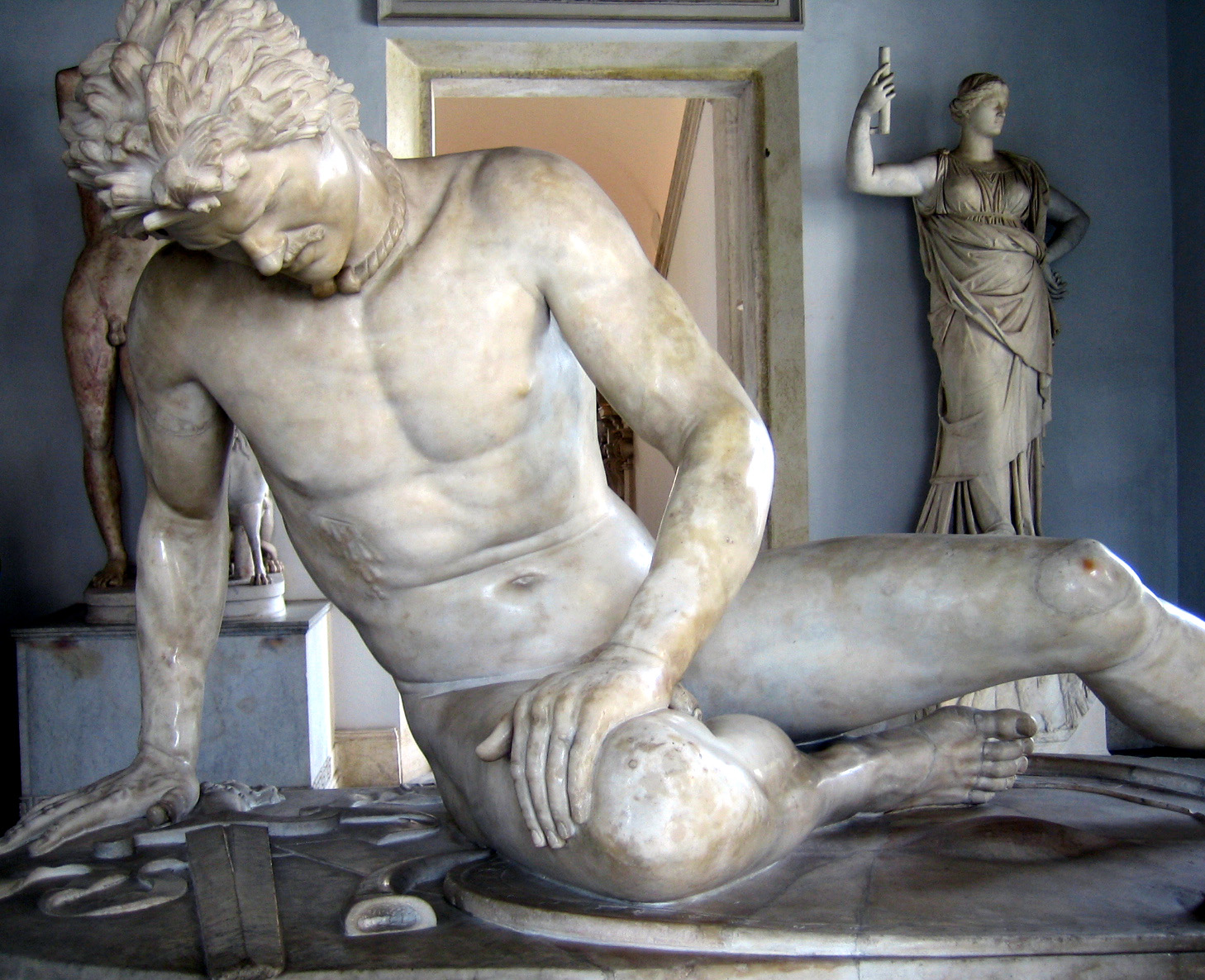
người Gaullia đang hấp hối, bảo tàng Capitoline, Roma

Người Gaullia (tiếng Latinh: Galli; tiếng Hy Lạp cổ: Γαλάται, Galátai) là một nhóm các dân tộc Celt ở châu Âu lục địa trong thời kỳ đồ sắt và thời kỳ La Mã (khoảng thế kỷ 5 trước Công nguyên đến thế kỷ 5). Nơi sinh sống của họ được gọi là xứ Gaulia. Họ nói tiếng Gaullia, một ngôn ngữ Celtic lục địa.
Người Gaullia bắt đầu được ghi nhận vào khoảng thế kỷ thứ 5 trước Công nguyên là những người thuộc văn hóa La Tène ở phía bắc và phía tây của Alps. Đến thế kỷ thứ 4 trước Công nguyên, nhóm dân tộc này đã lan rộng khắp phần lớn khu vực ngày nay là Pháp, Bỉ, Thụy Sĩ, Miền Nam Đức, Áo và Cộng hòa Séc,
nhờ việc kiểm soát các tuyến đường thương mại dọc theo hệ thống sông Rhône, Seine, Rhine và Danube. Họ đạt đến đỉnh cao quyền lực vào thế kỷ thứ 3 trước Công nguyên. Trong thế kỷ thứ 4 và thứ 3 trước Công nguyên, người Gaullia đã mở rộng sang Bắc Ý (Gaullia Cisalpine), dẫn đến cuộc chiến tranh La Mã-Galliia, và cuộc xâm lược vào vùng Balkans, dẫn đến cuộc chiến tranh với người Hy Lạp. Những người Gaullia sau này cuối cùng đã định cư ở Anatolia (Thổ Nhĩ Kỳ đương thời), được gọi là người Galatia.